# Движение в защиту окружающей среды

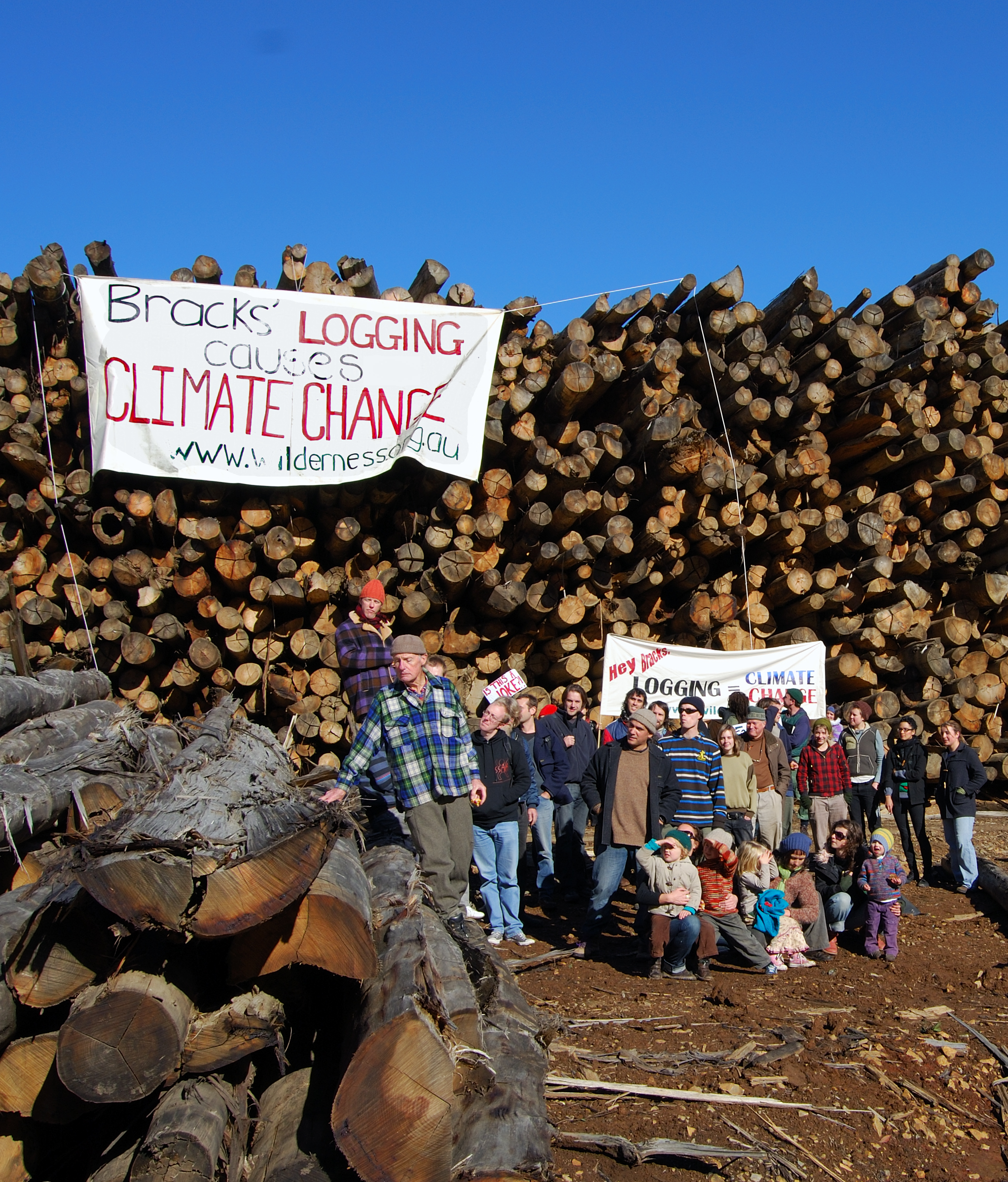
Протест против вырубки лесов в Австралии

Движе́ние в защи́ту окружа́ющей среды́ (также экологи́ческий активи́зм, экоактиви́зм, экологи́зм, энвайронментали́зм или инвайронментали́зм) — экологическое общественное движение, направленное на усиление мер по охране окружающей среды и природы от отрицательного влияния деятельности человека, на предотвращение разрушения среды обитания.

## История
Идеи возврата к природе и единения с ней провозгласили Руссо и романтики. Озёрные поэты вроде Вордсворта, обожествляя нетронутую природу, писали об Озёрном крае на севере Англии как о «национальном достоянии, на которое у каждого есть право». Романтическое преклонение перед природой, тревога перед нарастанием темпов Промышленной революции, призывы воздержаться от вторжения в мир природы обнаруживаются у многих авторов середины XIX века — от южноуральского помещика Сергея Аксакова до американца Генри Торо («Жизнь в лесу», 1854).
Британское Общество по сохранению общинных земель, основанное в Англии ещё в 1815 году, через полвека организовало успешную общественную кампанию против строительства железных дорог в Озёрном крае. Активное участие в этой кампании приняли Роберт Хантер, Октавия Хилл и Джон Рёскин. В 1854 году французский естествоиспытатель И. Жоффруа Сент-Илер основал на частные средства общество по акклиматизации хозяйственно полезных животных, со временем преобразованное в Национальное общество охраны природы. В 1889 году в Великобритании появляется природоохранное Общество защиты птиц.
В 1872 году в США создан первый в мире национальный парк — Йеллоустонский. Много способствовал развитию заповедного дела в конце XIX века американский естествоиспытатель Джон Мьюр, организовавший в 1892 году природоохранный Сьерра-клуб. Другие крупные природоохранные организации США — Общество дикой природы (1935) и организация по защите прав животных Friends of Animals (1957).
В 1948 году по инициативе Джулиана Хаксли и возглавляемого им ЮНЕСКО был создан Международный союз охраны природы, который вывел природоохранную деятельность на международный уровень. В 1961 году был основан Всемирный фонд дикой природы. При содействии последнего в 1962 году вышла книга Рейчел Карсон «Безмолвная весна», посвящённая теме загрязнения окружающей среды пестицидами. В 1963 году появилась Ассоциация саботажников охоты, которая добивается запрета охоты.
В 1970 году Джеймсом Лавлоком была выдвинута гипотеза Геи, согласно которой земля представляет собой живой суперорганизм. В 1971 году по инициативе ООН был установлен День Земли (в добавление к которому в 2009 году был учреждён Международный день Матери-Земли). В 1974 году индийское общество «Чипко» провело первую акцию против вырубки деревьев.
В 1971 году в Канаде начала свою деятельность природозащитная организация «Гринпис», которая получила известность активными наступательными действиями, направленными на саботаж экологически опасных инициатив. В 1978 году «Гринпис» приобрело судно Rainbow Warrior, которое использовалось для борьбы с китобойным промыслом и ядерными испытаниями. В 1985 году оно было потоплено французскими спецслужбами. В 1992 году появился ещё более «воинственный» Фронт освобождения Земли, идеология которого классифицируется как экотерроризм.

## Деятельность

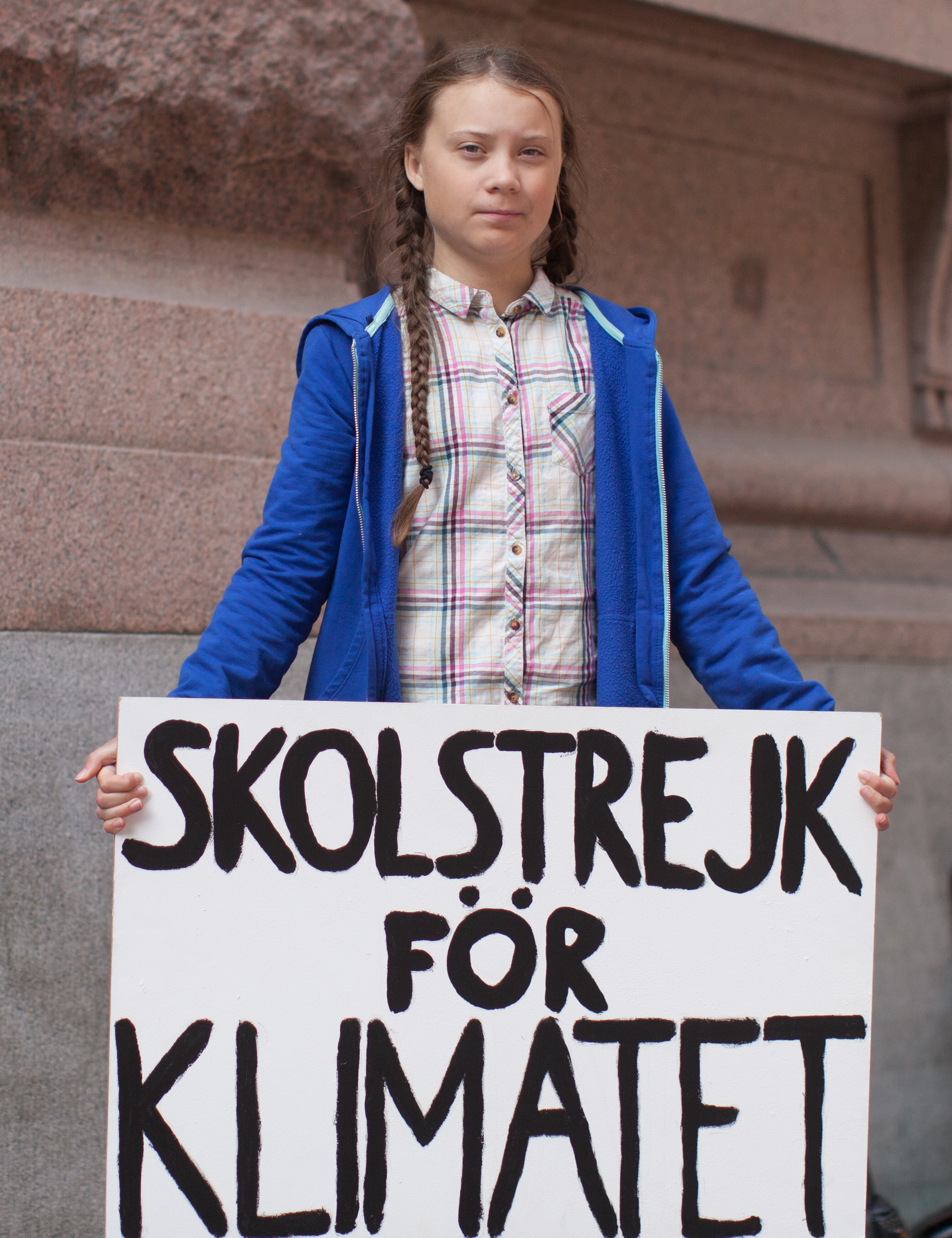
Шведская экологическая активистка Грета Тунберг получила международную известность своими протестными акциями в возрасте 15 лет

Основные проблемы, которые занимают экоактивистов:
- уменьшение биоразнообразия;
- глобальное потепление;
- озоновые дыры;
- кислотные дожди;
- захоронение радиоактивных отходов;
- возможность ядерной зимы;
- ущемление прав животных.

Причиной вышеперечисленных проблем экоактивисты считают деятельность человека (антропогенные факторы). Они призывают уменьшить потребление прямо или косвенно вредных для окружающей среды продуктов, перейти к зелёной экономике (то есть отдавать приоритет не экономическому росту любой ценой, а устойчивости развития).
Позитивным примером экологического активизма является эковолонтёрство, с его интеграцией в игровую и спортивную деятельность человека: SpoGomi, Чистые Игры, Гринворкаут, Плоггинг.
В большинстве развитых стран мира существуют зелёные партии, которые ставят во главу угла экологическую проблематику. Успех «зелёных» на выборах показывает, что люди боятся за будущее своих детей и состояние Земли как общей для всего человечества планеты, за которую оно несёт ответственность. Предпринимаются следующие шаги:
- переход производства на безотходные технологии;
- внедрение альтернативной энергетики и транспорта с рекуперативным торможением (например электромобили);
- переработка отходов;
- очистка сточных вод;
- орошение пустынь.
- освоение космоса.

## Критика
Оппоненты энвайронменталистов утверждают, что:
- многие экологические опасности ими преувеличены;
- преувеличено влияние человека на природные процессы (антропоцентризм);
- некоторые экологические движения используют средства не для решения экологических проблем, а для собственного обогащения или лоббируют интересы тех или иных коммерческих организаций (например, компаний, специализирующихся на альтернативной энергетике) или политических партий.
- они рассматривают энвайронментализм как предвзятое, отчасти религиозное (в широком понимании, см. гипотеза Геи) убеждение[6]:

Принято считать, что сегодня мы живем в светском обществе, где многие — лучшие, самые просвещенные люди — вовсе не религиозны. Но мне кажется, что религию невозможно изгнать из души человечества. Если подавить её в одной форме, она возрождается в другой. Можно не верить в бога, но все же необходима вера в то, что придает жизни смысл и формирует мироощущение. Такая вера тоже носит религиозный характер.

Сегодня самая влиятельная религия Запада — энвайронментализм, религия городских атеистов. Почему я называю его религией? Да вы только взгляните на их убеждения. Если присмотреться, то станет ясно, что энвайронментализм есть замечательное переложение традиционных иудео-христианских верований и мифов применительно к XXI веку.Майкл Крайтон

### Экотерроризм
Деятельность наиболее радикальных экологических организаций иногда расценивается их оппонентами как экотерроризм. В частности, это относится к такой их тактике, как экотаж (экологический саботаж).
В 2005 г. ФБР называло деятельность радикальных защитников окружающей среды и защитников животных «самой большой террористической угрозой в Соединённых Штатах». ФБР обвиняет экотеррористов в поджогах жилых зданий, исследовательских лабораторий и автосалонов, организации взрывов в офисах. В 2019 году ущерб от действий «зелёных» оценивался в 100 млн долларов.

## Альтернативные значения
Энвайронментализм также может быть определён как теория управления социально-экономическим развитием и окружающей средой, считающая человечество частью биосферы и утверждающая необходимость преобразования природы в интересах человека.
В одном из переводных толковых словарей энвайронментализм определяется как экология — отрасль науки, посвящённая взаимодействию живых организмов между собой и с их средой обитания.

### Энвайнронменталисты
- Friends of the Earth International Архивная копия от 9 сентября 2008 на Wayback Machine
- EnviroLink Network Архивная копия от 27 марта 2008 на Wayback Machine — большой список энвайронменталистских организаций
- Международный портал экологических акций 4green — единый календарь акций, идеи, планирование, обсуждения

### Критика
- «Зелёная грань» между нефтью и её пятнами (недоступная ссылка), gazeta.kz
- Еретические мысли о науке и обществе Архивная копия от 29 июня 2009 на Wayback Machine, публичная лекция Фримена Дайсона, «Элементы», 23 марта 2009